# Mandaue
Mandaue é uma cidade de primeira classe de renda da cidade na província Cebu, nas Filipinas. De acordo com o censo de 1 maio  de  2020 possui uma população de 364 116 pessoas e 103 345 domicílios.